# 安藤師季
安藤 師季（あんどう もろすえ、生没年不詳）は、鎌倉時代末期から南北朝時代にかけての陸奥国の武将。幼名を犬法師、初名を高季、安藤五郎太郎、安藤又太郎と称した。父は安藤氏の乱の一方の当事者であると思われる安藤宗季と伝えられる。弟は家季、子は法季と伝わる。本姓は安倍。最初南朝方、後に北朝方に与した。

## 生涯
米良文書によると安藤又太郎宗季、師季、法季、盛季、泰季を「奥州下國（しものくに）殿之代々」と記録しており、この頃の安藤氏宗家は下国を名字としていたことが分かる。従来は法季の子の代に盛季の系統の下国家、鹿季の系統の上国家とに分裂したと考えられてきたが、近年、鎌倉末期の安藤氏の乱における一族争いで前蝦夷管領安藤季長と後任蝦夷管領安藤季久の2派に分裂した時点に遡るとする見解が出されているが、詳細は不明である。
正中2年9月11日（1325年10月18日）と元徳2年6月14日（1330年6月30日）の二度にわたり、父宗季から所領を譲られた書状が残っており、その史料（「新渡戸文書」）によると最初に陸奥国鼻和郡絹家島、尻引郷、片野辺郷、蝦夷の沙汰、糠部郡宇曾利郷、中浜御牧、湊以下の地頭御代官職を、次に一部地域を除く津軽西浜を相続している。
元弘3年（1333年）、名越時如、安達高景等が、新田義貞等により陥落した鎌倉から津軽に落ち延びてくると、大光寺城に籠城し大光寺合戦が起こった。このとき、高季は朝廷方として南部師行等と共に参戦しており、翌建武元年3月12日（1334年4月16日）に津軽平賀郡上柏木郷の領知を北畠顕家国宣により認められ、更に建武2年10月29日（1335年11月15日）には、正中2年に父から相続した所領の地頭代職を顕家に安堵された。
建武3年（1336年）、北朝方の斯波家長により弟の家季が津軽合戦奉行になり、南朝方の南部氏を根城に攻撃。建武4年/延元2年（1338年）には、奥州総大将石塔義房により弟に替わり高季が奉行となった。
このころ、高季は足利尊氏の執事高師直の偏諱を受け、名を師季と改めたと伝えられているが、暦応4年/興国2年（1341年）には南部政長の勧誘に応じ、一時宮方となったとの記録もある。南北両朝の間を立ち回り、本領の維持拡大に努めた様子が伺われる。